# Banaran (Playen)
Banaran is een bestuurslaag in het regentschap Gunung Kidul van de provincie Jogjakarta, Indonesië. Banaran telt 3733 inwoners (volkstelling 2010).